# Nick Valensi
Pour les articles homonymes, voir Valensi (homonymie).
Nick Valensi (ou Nicholas Valensi), est un guitariste, membre du groupe de rock The Strokes, né le 16 janvier 1981 à New York.
Au cours de sa carrière, il a travaillé avec les artistes Sia, Blondie, Brody Dalle, Regina Spektor, Kate Pierson et Ringo Starr.
En 2013, il fonde le groupe CRX, un projet parallèle dans lequel il est chanteur, guitariste principal et guitariste rythmique. Leur premier album, New Skin, est sorti le 28 octobre 2016.

## Jeunesse
Nick Valensi a deux sœurs, Céline (qui apparaît dans le clip de la chanson Juicebox) et Alessandra.
Sa mère est française et son père est tunisien. Il passe tous ses étés jusqu'à l'âge de 16 ans chez son grand-père, près de Bordeaux.
Ses parents lui offrent sa première guitare acoustique quand il a 5 ans et sa première guitare électrique à 8 ans. Son père meurt quand il a 9 ans.

## Biographie
Nick Valensi rencontre Julian Casablancas et Fabrizio Moretti à Dwight School, une école privée de Manhattan.
Il est le plus jeune membre des Strokes et a 19 ans quand le groupe se forme.
Il possède une guitare à son nom : l'Epiphone Elitist Nick Valensi Riviera P94. Il joue également avec une Gibson Black Les Paul Custom, notamment sur le titre Juicebox et il utilise un ampli Fender Hot Rod DeVille 212. Il est le guitariste solo du groupe et est capable de réaliser des impros très rapides. Il joue aussi sur une Gibson Les Paul transparent amber visible dans le clip de Someday.
Parmi les groupes ou personnes qui l'ont influencé, il cite Slash, les Velvet Underground, les Cars ou encore George Harrison.
Il est marié à Amanda de Cadenet depuis 2006 et est père de jumeaux.